# Šport u 2006.
◄◄ | ◄ | 2003. | 2004. | 2005. | 2006.  | 2007. | 2008. | 2009. | ► | ►►
Arhitektura • Astronautika • Astronomija • Biologija • Film • Fotografija • Glazba • Kazalište • Kemija • Kiparstvo • Knjige • Književnost • Kršćanstvo • Meteorologija • Medicina • Planinarstvo • Politika • Pravo • Promet • Slikarstvo • Strip • Šport • Televizija • Znanost • Zrakoplovstvo • Željeznički promet
Šport u 2006.

## Svijet

### Natjecanja

#### Svjetska natjecanja
- 9. lipnja do 9. srpnja – Svjetsko prvenstvo u nogometu Njemačkoj: prvak Italija
- 19. kolovoza do 3. rujna – Europsko prvenstvo u vaterpolu u Japanu: prvak Srbija

#### Kontinentska natjecanja

##### Europska natjecanja
- 26. siječnja do 5. veljače – Europsko prvenstvo u rukometu u Švicarskoj: prvak Francuska
- 1. do 10. rujna –  Europsko prvenstvo u vaterpolu u Beogradu, u Srbiji: prvak Srbija

## Vanjske poveznice
|  | Zajednički poslužitelj ima još gradiva o temi Šport u 2006. |